# Konradsreuth
Konradsreuth – miejscowość i gmina w Niemczech, w kraju związkowym Bawaria, w rejencji Górna Frankonia, w regionie Oberfranken-Ost, w powiecie Hof. Leży pomiędzy Lasem Frankońskim a Smreczanach nad rzeką Ölsnitz, przy drodze B2.
Gmina położona jest 5 km na południowy zachód od centrum Hof i 40 km na północny wschód od Bayreuth.

## Dzielnice
W skład gminy wchodzą następujące dzielnice: 
| - Ahornberg - Berg - Birkenhof - Brand - Eckardsreuth - Engel - Frauenhof - Föhrenreuth - Glänzlamühle - Gläsel - Gottschalk - Hollareuth | - Jägerhaus - Klausenhof - Konradsreuth - Lerchenberg - Martinsreuth - Maschinenhaus (Waldlust) - Modlitz - Neudörflein - Oberpferdt - Pretschenreuth - Reuthlas - Ringlasmühle | - Schallershof - Schallersreuth - Schwarzenfurth - Schödelshöhe - Silberbach - Steinmühle - Stiftsgrün - Unterpferdt - Walburgisreuth - Weißlenreuth - Wendlershof - Wölbersbach |

## Demografia

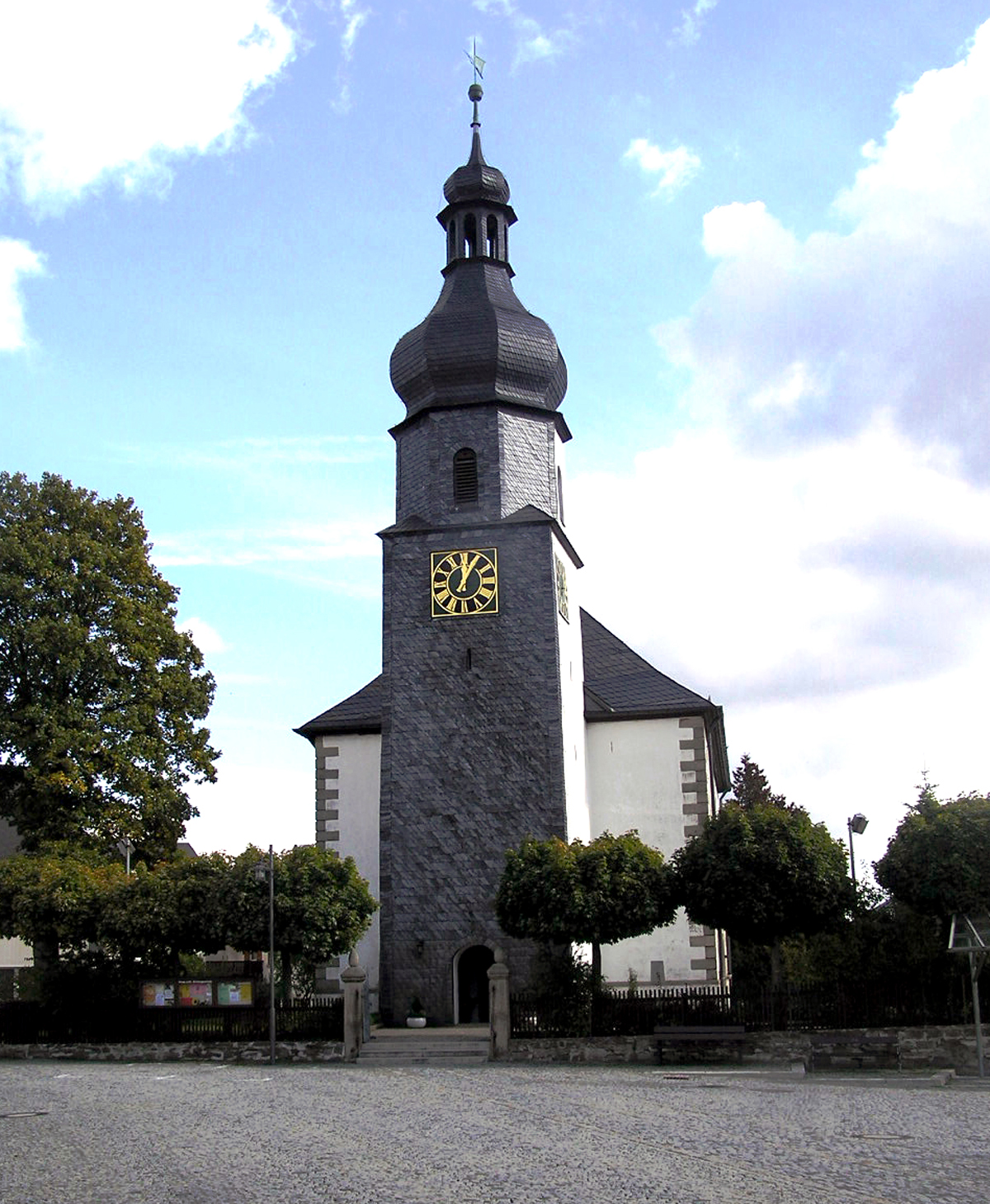
Kościół ewangelicki

| Rok  | Liczba mieszk. |
| ---- | -------------- |
| 1970 | 3759           |
| 1987 | 3439           |
| 2000 | 3627           |
| 2006 | 3510           |

## Zabytki i atrakcje
- kościół ewangelicki

## Oświata
(na 1999)

W gminie znajduje się 125 miejsc przedszkolnych (ze 120 dziećmi) oraz szkoła podstawowa (11 nauczycieli, 231 uczniów).